# Station Le Val d'Or
Station Le Val d'Or is een spoorwegstation aan de spoorlijn Paris-Saint-Lazare - Versailles-Rive-Droite. Het ligt in de Franse gemeente Saint-Cloud in het departement Hauts-de-Seine (Île-de-France).

## Geschiedenis
Het station werd in 1903 geopend om de paardenrenbaan van Saint-Cloud te ontsluiten. Sinds zijn oprichting is het station eigendom van de Société nationale des chemins de fer français (SNCF).

## Ligging
Het station ligt op kilometerpunt 12,769 van de spoorlijn Paris-Saint-Lazare - Versailles-Rive-Droite.

## Diensten
Het station wordt aangedaan door treinen van Transilien lijn L tussen Paris-Saint-Lazare en Versailles-Rive-Droite/Saint-Nom-la-Bretèche - Forêt de Marly. Sommige van deze treinen hebben Saint-Cloud als eindbestemming. Ook doen treinen van Transilien lijn U tussen La Défense en La Verrière het station aan.

## Vorige en volgende stations
| Richting                                                                  | Vorig station | Lijn    | Volgend station        | Richting           |
| ------------------------------------------------------------------------- | ------------- | ------- | ---------------------- | ------------------ |
| Saint-Cloud Versailles-Rive-Droite Saint-Nom-la-Bretèche - Forêt de Marly | Saint-Cloud   | Trans L | Suresnes-Mont-Valérien | Paris-Saint-Lazare |